# Dietmar Loeffler
Dietmar Loeffler (* 3. Oktober 1961 in Tübingen) ist ein deutscher Pianist, Komponist, Regisseur und Autor.

## Leben
Dietmar Loeffler, geboren in Tübingen, studierte Klavier und Dirigieren in Zürich, Paris und Hamburg. Er ist einer der vielseitigsten Musiker in der deutschen Theaterszene. Bei ihm verbinden sich eine fundierte klassische Ausbildung mit der Neugier an neuen Inhalten und Formen. So spielt er einerseits Lieder von Johannes Brahms für die Deutsche Grammophon ein, andererseits arbeitet er als musikalischer Leiter, Autor und Regisseur und inzwischen auch als Schauspieler an großen deutschen Bühnen.
„Ein Stück vom Himmel“ (Deutsches Theater Berlin, Hamburger Kammerspiele), „All Inclusive“ (Schauspiel Bremen) „home sweet home“ (Schauspiel Münster), „Der Stoff aus dem die Helden sind“ (Staatstheater Kassel), „Die Vollbeschäftigten“ (Grillotheater Essen).
Am Schauspiel Frankfurt entstanden Dietmar Loefflers Arbeiten „Männerbeschaffungsmaßnahmen“ – ausgezeichnet mit dem Hessischen Theaterpreis – und „Zum Teufel mit Goethe“, eine musikalische Hommage an den Dichter. 
Im Juli 2008 hatte an den Hamburger Kammerspielen „Männerbeschaffungsmaßnahmen“ Premiere und wird seitdem in verschiedenen deutschen Theatern gespielt. 2009 folgte in Hamburg die Italo-Musikrevue „Pasta e Basta“ und 2012 die musikalische Satire „Sylt ein Irrtum Gottes“. Am Thalia Theater und am Hamburger Schauspielhaus ist Dietmar Loeffler als musikalischer Leiter und Schauspieler engagiert und dort in mehreren Programmen zu sehen. In Zürich läuft seit 2008 der Liederabend „Azzurro“ mit dem Schauspieler und Intendanten Daniel Rohr. 2010 hatte am Landestheater Thüringen sein Liederabend „Mama hat den Blues und Papa möchte feiern“ Premiere. Am Berliner Schlossparktheater kam 2010 sein Liederabend „Schlagerexorzist“ raus. 2014 hatten seine Projekte „DoctorDate.de“ und „Bauch Beine Po“ Premiere in Berlin bzw. Schaffhausen.
Dietmar Loeffler leitet außerdem seit 2012 den „Damen Likör Chor in Hamburg“.
Loeffler lebt in Hamburg, ist verheiratet und hat drei Kinder.